# دیوید اس. گویر
دیوید ساموئل گویر (به انگلیسی: David Samuel Goyer) (زاده ۲۲ دسامبر ۱۹۶۵) فیلم‌نامه‌نویس، رمان‌نویس، کارگردان و نویسنده کتاب کامیک اهل آمریکاست.

## فیلم‌شناسی

### نویسنده

#### فیلمهای سینمایی
- حکم مرگ (۱۹۹۰)
- کیک‌بوکسور ۲ (۱۹۹۱)
- اسباب بازی های شیطانی (۱۹۹۲)
- بازی (۱۹۹۳)
- استادان عروسکی (۱۹۹۴)
- کلاغ: شهر فرشتگان (۱۹۹۶)
- شهر تاریک (۱۹۹۸)
- تیغه (۱۹۹۸)
- زیگ زاگ (فیلم۲۰۰۲) همچنین کارگردان
- تیغه ۲ (۲۰۰۲)
- تیغه: سه گانگی (۲۰۰۴) همچنین کارگردان
- عروسک در مقابل اسباب بازی های شیطانی (۲۰۰۴)
- بتمن آغاز می‌کند (۲۰۰۵)
- نامرئی (۲۰۰۷) فقط کارگردان
- جهنده (۲۰۰۸)
- شوالیه تاریکی (۲۰۰۸) داستان
- متولدنشده (۲۰۰۹) همچنین کارگردان
- گوست رایدر: روح انتقام (۲۰۱۲) داستان
- شوالیه تاریکی برمی‌خیزد (۲۰۱۲) داستان
- مردی از فولاد (۲۰۱۳)
- گودزیلا (۲۰۱۴)
- طلوع عدالت: بتمن علیه سوپرمن (2016)
- نابودگر: سرنوشت تاریک (۲۰۱۹)

#### بازی‌های رایانه‌ای
- ندای وظیفه: بلک اپس (۲۰۱۰)
- ندای وظیفه: بلک اپس ۲ (۲۰۱۲)

#### سریال ها
- پلیدی‌های دا وینچی (۲۰۱۳) کارگردان
- سندمن(سریالی برگرفته از کمیک های نیل گیمن که برای  دیسی میباشد)